# سماح رمضان
سماح رمضان (مواليد 16 أبريل 1978) هي لاعبة جودو مصرية، مثّلت مصر في أولمبياد أثينا 2004 وبكين 2008 في منافسات الجودو فئة الوزن الثقيل.

## المشاركة الأولمبية

### أثينا 2004
| الرياضيّة   | الحدث   | دور الـ32                           | دور الـ16       | ربع النهائي     | نصف النهائي     | إعادة التأهيل 1                            | إعادة التأهيل 2 | إعادة التأهيل 3 | النهائي/ م ب    | النهائي/ م ب |
| الرياضيّة   | الحدث   | المنافس النتيجة                     | المنافس النتيجة | المنافس النتيجة | المنافس النتيجة | المنافس النتيجة                            | المنافس النتيجة | المنافس النتيجة | المنافس النتيجة | الترتيب      |
| ---------- | ------- | ----------------------------------- | --------------- | --------------- | --------------- | ------------------------------------------ | --------------- | --------------- | --------------- | ------------ |
| سماح رمضان | +78 كجم | دونجوزاشفيللي (روسيا) · خ 0001–1001 | لم تتأهل        | لم تتأهل        | لم تتأهل        | تشوي سوك-لي (كوريا الجنوبية) · خ 0000–1000 | لم تتأهل        | لم تتأهل        | لم تتأهل        | لم تتأهل     |

### بكين 2008
| الرياضيّة   | الحدث   | دور الـ32        | دور الـ16                  | ربع النهائي      | نصف النهائي      | إعادة التأهيل 1  | إعادة التأهيل 2                | إعادة التأهيل 3                            | النهائي / م ب    | النهائي / م ب |
| الرياضيّة   | الحدث   | المنافِسَة النتيجة | المنافِسَة النتيجة           | المنافِسَة النتيجة | المنافِسَة النتيجة | المنافِسَة النتيجة | المنافِسَة النتيجة               | المنافِسَة النتيجة                           | المنافِسَة النتيجة | الترتيب       |
| ---------- | ------- | ---------------- | -------------------------- | ---------------- | ---------------- | ---------------- | ------------------------------ | ------------------------------------------ | ---------------- | ------------- |
| سماح رمضان | +78 كجم | تلقائي           | أورتز (كوبا) · خ 0000–0110 | لم تتأهل         | لم تتأهل         | تلقائي           | شيبرد (أستراليا) · ف 1000–0000 | كيم يا يونغ (كوريا الجنوبية) · خ 0000–0200 | لم تتأهل         | لم تتأهل      |

## روابط خارجية
- سماح رمضان على موقع الفيدرالية الدولية للجودو (الإنجليزية)
- سماح رمضان على موقع JudoInside.com (الإنجليزية)
- سماح رمضان على موقع اللجنة الأولمبية الدولية (الإنجليزية)
- سماح رمضان على موقع أوليمبيديا (الإنجليزية)